# (3763) Qianxuesen
<
(3763) Qianxuesen es un asteroide perteneciente al cinturón de asteroides, descubierto el 14 de octubre de 1980 por el equipo del Observatorio de la Montaña Púrpura desde el Observatorio de la Montaña Púrpura, Nankín (China).

## Designación y nombre
Designado provisionalmente como 1980 TA6. Fue nombrado Qianxuesen en honor al ingeniero chino Qian Xuesen.